# Jacinto de Matos
Jacinto de Matos, también escrito Jacintho de Mattos, (Oporto, 1864 - Oporto, 1 de agosto de 1948) fue un horticultor y paisajista portugués de finales del siglo XIX y la primera mitad del siglo XX. Sus obras contemplaban la mezcla del modelo clásico y formalista con modelos románticos, naturalistas y pintorescos, adhiriéndose al estilo Arts and Crafts e inaugurando la experimentación de jardines hundidos en Portugal.

## Biografía
Poco se sabe de la infancia y juventud de Jacinto de Matos. Según Abel Magro, en su artículo "Um jardineiro de mérito" (1950), Matos tenía una increíble sensibilidad artística y una gran pasión por las flores. Los viajes por Bélgica, Holanda, Alemania, Inglaterra y Francia le dieron la oportunidad de aprender sobre la floricultura y el arte de la jardinería.
En 1870, Jacinto de Matos heredó un jardín fundado por su padre, Zeferino de Mattos, en Oporto. Tras la muerte de su padre, en 1878, el jardín pasó a denominarse "Viuva de Zeferino de Mattos", perteneciendo a su madre y siendo él el director. En el año 1900 se convirtió en propietario.
Su establecimiento (Quinta dos Salgueiros, en la región de Antas) era un gran vivero con invernaderos y estructuras de jardín. También contaba con un departamento técnico para el diseño de jardines y parques. Algunos de los viveros estaban ubicados en Vila Nova de Gaia.
El Parque das Pedras Salgadas de 1889 es considerado su primer proyecto de una trayectoria que integra 50 jardines públicos y más de 650 parques y jardines privados.

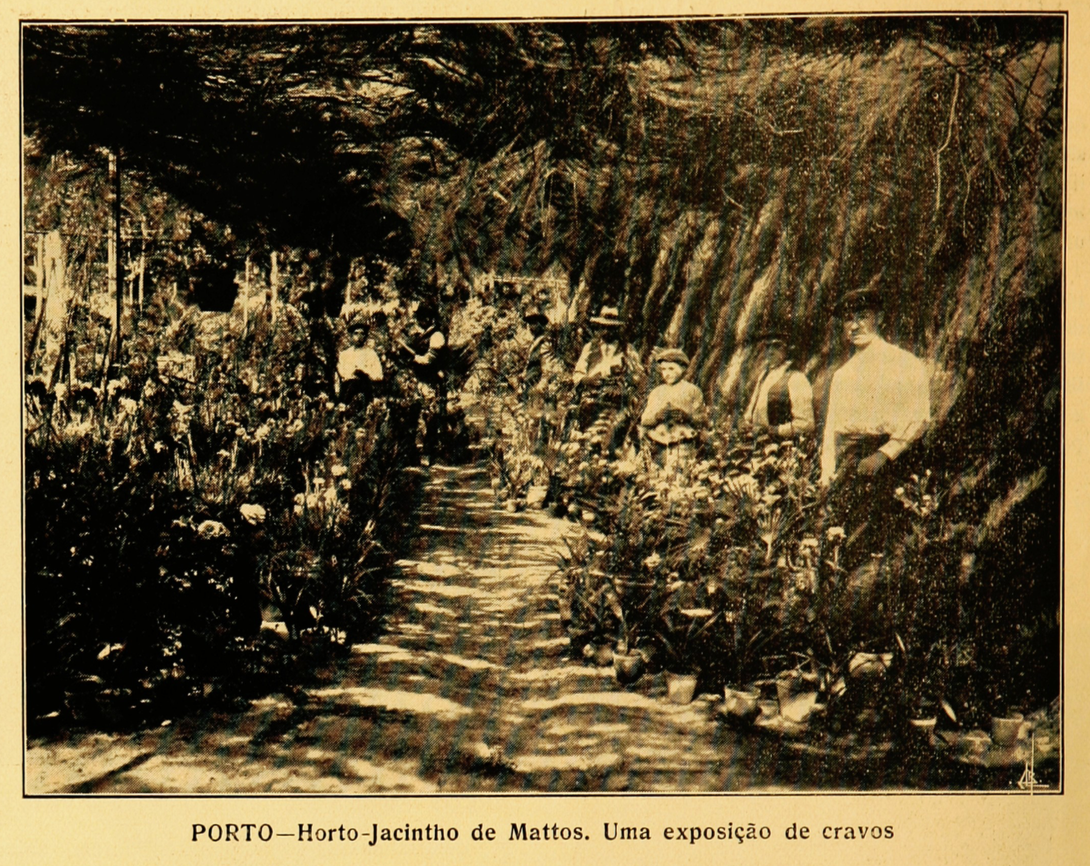
Jardín de Jacinto de Matos en Oporto, foto de Augusto Chaim publicada en Ilustração Católica (Braga), 6 de diciembre de 1913

En 1898, Jacinto de Matos fue miembro fundador, en Lisboa, de la Sociedad Nacional de Horticultura de Portugal. En 1899 participó en la fundación de la Unión de Jardineros de Oporto como presidente de la asamblea general (siendo reelegido en octubre de 1901).
En 1903, Jacinto de Matos presidió (con Jerónimo Monteiro da Costa y José Duarte Oliveira) las reuniones de la Sociedad Hortícola de Oporto, la primera sociedad hortícola de Portugal (1897), donde se presentaban especies ornamentales y frutos para su evaluación por los miembros. Aunque no completó su formación en este centro, Jacinto de Matos tuvo un papel destacado en las actividades de la Sociedad asociadas al homenaje póstumo a Marques Loureiro, demostrando que él también estuvo, de alguna manera, influenciado por el 'decano de la horticultura portuguesa'.
En la reunión de la Sociedad de Horticultura de Oporto, el 6 de junio de 1899, Jacinto de Matos informó que en julio se iría de viaje de estudios a los principales centros hortícolas de Europa. La Sociedad de Horticultura le otorgó plenos poderes para que pudiera representarla en el extranjero y relacionarla con todas las sociedades similares.

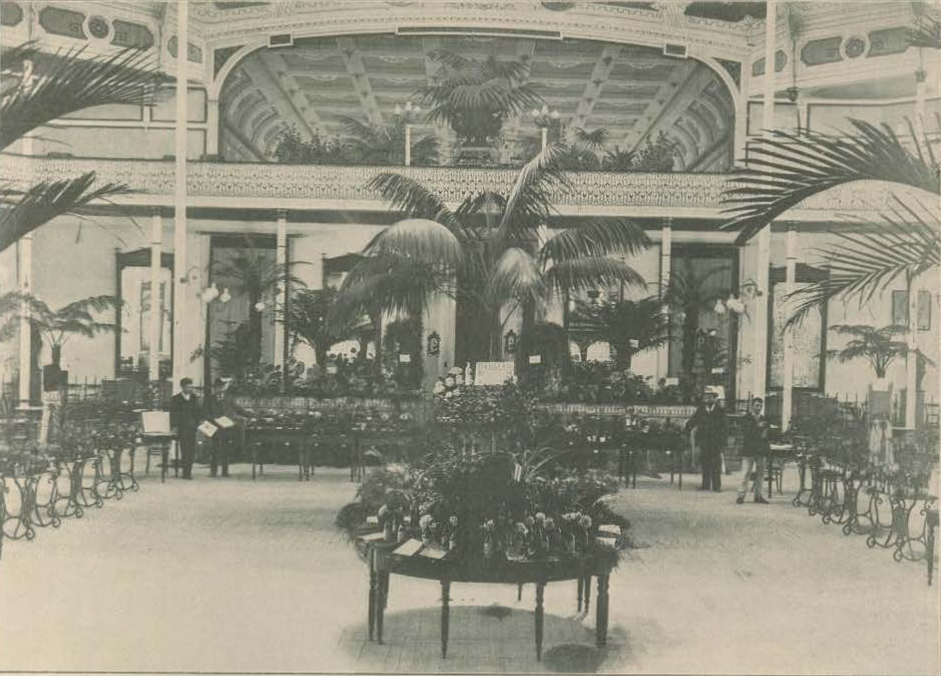
Exposición de Flores organizada por Jacinto de Matos en el Casino Peninsular de Figueira da Foz en junio de 1905. Foto publicada en Ilustração Portuguesa el 24 de julio de 1905.

A partir de 1882 organizó y participó en varias exposiciones en el Palácio de Cristal de Oporto y en el Ateneu Portuense. También participó en una exposición de fruticultura en Alcobaza; otra de flores y fruticultura en la Curia; tres exposiciones de crisantemos y fruticultura en Galicia (en Pontevedra y Vigo); una exposición de rosas organizada por él en Vigo; y una exposición de flores en Figueira da Foz.
En el libro Jardins Históricos do Porto (Ed. Inapa, 2001), Teresa Andresen y Teresa Portela Marques enumeran algunos de los jardines y parques diseñados por Jacinto de Matos en Portugal: el Parque de São Roque, el jardín de la Orden de Médicos (en el Arca d'Água), el Parque de la Curia, el Parque de Pedras Salgadas, los espejos de agua de los jardines de la Presidencia del Consejo de Ministros, el Jardín de la Fundación Ingeniero António de Matos, el jardín de la Orden de Médicos (Colegio de Médicos), el jardín municipal de Nisa y, todavía existente en Oporto, la Quinta de S. Roque da Lameira y el jardín de Casa Allen (Casa das Artes) y Quinta dos Salgueiros en Oporto, donde aún sobreviven de los antiguos bosquetes camelias, pinos, cedros, cipreses de Buçaco, abedules, prunus, magnolias, grevilleas, robles americanos y una imponente haya. También fue autor del Jardín del Cardal y del Jardín de Várzea, en Pombal.

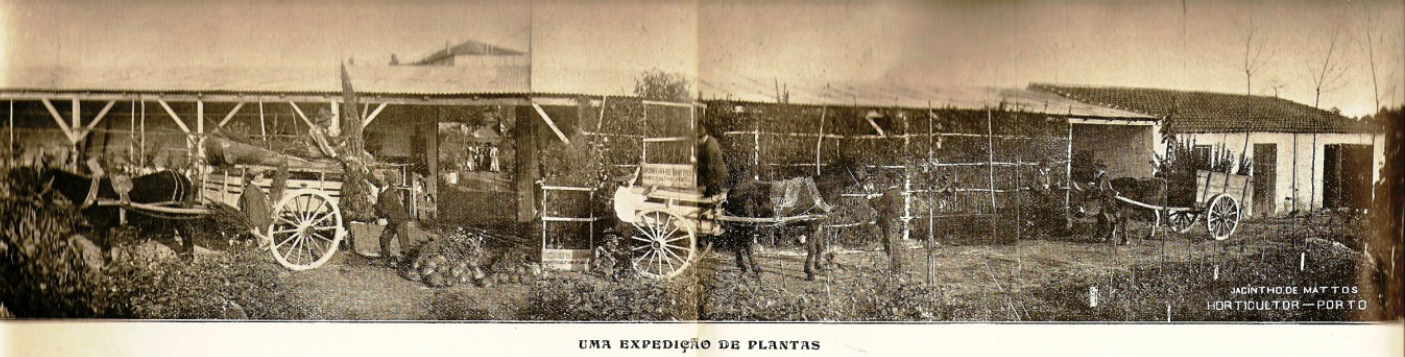
Expedición de planta en Quinta dos Salgueiros en Antas (Oporto). Catálogo General de Plantas y Semillas N° 28 (1910) de Jacinto de Matos